# Baniana inaequalis
Baniana inaequalis là một loài bướm đêm trong họ Erebidae.